# 和黃醫藥
和黃醫藥，（英語：HUTCHMED）( LSE：HCM、NASDAQ：HCM、港交所：13），創立於2000年，是一家生物醫藥公司，主席為艾樂德，首席執行官為蘇慰國，總部位於香港九龍紅磡都會道10號。

## 公司事件
而在2006年4月初，和記黃埔把旗下本公司分拆至倫敦證券交易所另類投資市場上市，則在2006年5月19日上市，當時招股價為2.75英鎊，集資額為4000万英镑。
2015年10月16日，該公司正計劃向美國證交會申請第1表格於納斯達克（以美國存託憑證）上市。
2018年9月5日，和黃醫藥首個創新腫瘤藥物呋喹替尼在中國獲批用於治療晚期結直腸癌患者，中國商品名：愛優特®。
2019年4月，和黃中國醫療科技計劃在香港上市。
2019年6月，和黃中國醫療科技因擔憂市況的不確定，推遲在香港的上市計劃。
截至 2020 年，和黄医药由约 680 名专业人员组成的内部科学团队，并在全球范围内拥有 11 个临床阶段候选药物的临床研究管线。 我们的前三种肿瘤药物现已在中国获批并上市——ELUNATE®（爱优特®，呋喹替尼胶囊）、SULANDA®（苏泰达®，索凡替尼胶囊）和 ORPATHYS®（沃瑞沙®，萨立替尼片）。
2021年3月，和黃中國醫藥科技正式公佈改名為和黃醫藥，英文“HUTCHMED”。
2021年6月，和黃中國醫藥科技擬在香港二次上市，籌資逾6億美元，IPO所得款項用於業務發展和潛在的收購機會。

## 連結
- Chi-Med.com（页面存档备份，存于）